# Museum Vladimir Vysotski (Koszalin)
Het Museum Vladimir Vysotski is een museum in de Poolse stad Koszalin, West-Pommeren. Vysotski (1938-1980) was een Russisch zanger, acteur en dichter die een grote populariteit bezat in de Sovjet-Unie.

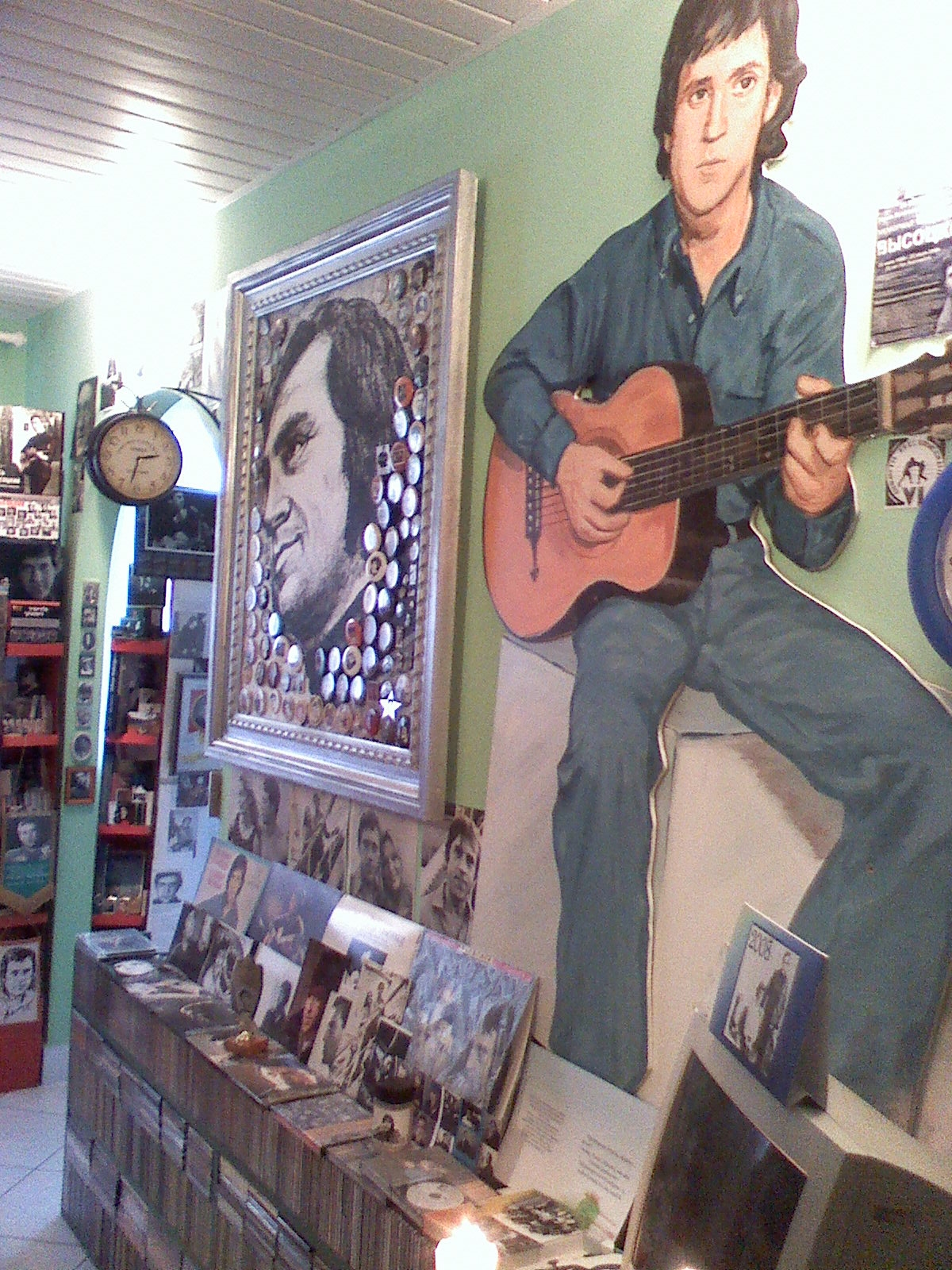
Impressie

Het museum toont persoonlijke bezittingen, brieven, conceptteksten, foto's, tekeningen, filmmateriaal, posters en nog een aantal andere voorwerpen uit of over zijn leven. Ook is er een bibliotheek over zijn leven en werk.
In 2013, ter nagedachtenis aan Vysotski's 75e geboortedag, organiseerde het museum een internationaal documentairefestival en hield het een expositie van archiefmateriaal. Hieronder bevonden zich ook opnames van de repetities voor zijn rol in de komedie Vishnyovy Sad en foto's uit 1977 die werden gemaakt van zijn Franse tournee met het Moskouse Taganka Theater.
Marlena Zimna, de directrice van het museum, organiseerde meermaals een internationaal poëzieproject, dat vertalingen van Vysotski in een groot aantal talen voorbracht, zoals het Spaans, Frans, Grieks, Maori, Hindi, Maltees en meer.